# Anous tenuirostris
La tiñosa picofina (Anous tenuirostris) es una especie de ave Charadriiforme de la familia de los estérnidos.

## Subespecies
- A. tenuirostris melanops
- A. tenuirostris tenuirostris

## Características
Es un ave típica de Australia, territorio británico del Océano Índico, Maldivas, Mauricio, Omán, Seychelles, Tanzania.
Se estima que su población alcanza a 1.200.000 ejemplares, es una especie sedentaria (no se apartan de sus colonias), se alimenta de pequeños peces, calamares y fragmentos de coral, que recogen de las playas, (fuente de calcio necesaria para la formación de los huevos). Construye los nidos en matorrales o en árboles, con restos de algas y de vegetación húmeda.